# Mia Krampl
Mia Krampl, née le 21 juillet 2000 à Kranj, est une grimpeuse slovène.

## Biographie
Elle remporte la médaille d'argent en difficulté aux Championnats du monde d'escalade 2019 à Hachiōji et aux Championnats d'Europe d'escalade 2019 à Édimbourg.

## Palmarès

### Championnats du monde
- 2019 à Hachiōji,  Japon
  -  Médaille d'argent en difficulté
- 2021 à Moscou,  Russie
  -  Médaille d'argent en combiné

### Championnats d'Europe
- 2019 à Édimbourg,  Royaume-Uni
  -  Médaille d'argent en difficulté
- 2022 à Munich,  Allemagne
  -  Médaille d'argent en combiné